# Campoctonus flavidus
Campoctonus flavidus är en stekelart som beskrevs av Walley 1977. Campoctonus flavidus ingår i släktet Campoctonus och familjen brokparasitsteklar. Inga underarter finns listade.